# 北海道道1126号钱函停车场线
北海道道1126号钱函停车场线（日语：北海道道1126号銭函停車場線）是一条位于北海道小樽市的普通道级道路（北海道道）。

## 路線概要
- 起点：北海道小樽市钱函2丁目（JR北海道钱函车站）
- 終点：北海道小樽市見晴町（国道5号交点）
- 总距離：0.9千米

## 通過的自治体
- 后志综合振兴局
  - 小樽市

## 主要接续道路
- 北海道道225号小樽石狩线（起点〜小樽市钱函2丁目）：重複
- 国道5号（终点）

## 沿革
- 1994年（平成6年）4月1日 - 路線勘定（北海道告示第503号）
  - 随着北海道道632号钱函停车场见晴线的部分路段被勘定为主要道道，部分道路规则变更北海道道147号钱函连络线（勘定時为1110号）重新勘定。北海道道632号则于同日撤销（北海道告示第504号）。